# 曼科斯 (科罗拉多州)
曼科斯（英語：Mancos），是美国科罗拉多州蒙特苏马县下属的一座城市。建市于1894年11月30日，面积大约为0.643平方英里（1.664平方公里）。根据2010年美国人口普查，该市有人口1,336人。2011年估计该市有人口1,330人，相比2010年人口增长率为-0.45%。同时，论人口该市是科罗拉多州第131大城市。